# A. Cutler Silliman
A. Cutler Silliman (Delhi (New York), 8 juni 1922 – Fredonia (New York), 13 februari 2015) was een Amerikaans componist, muziekpedagoog en musicoloog.

## Levensloop
Silliman studeerde aan de Northwestern University in Evanston (Illinois), aan de Eastman School of Music in Rochester (New York), aan de Ashland University in Ashland (Ohio) en aan de State University of New York in Fredonia (New York). Silliman promoveerde aan de Universiteit van Rochester tot Ph.D. (Philosophiæ Doctor) in 1954.
Hij was professor aan de State University of New York, waar hij coördinator van het Muziekgeschiedenisprogramma was en docent voor muziektheorie. 

## Composities

### Werken voor harmonieorkest
- Fantasy on "Nun komm' der Heiden Heiland"
- Variations

## Publicaties
- A. Cutler Silliman: Stefan Zweig und Richard Strauss
- A. Cutler Silliman: "Responce" and "Replicque" in chansons published by Tylman Susato, in: Revue belge de musicologie (Belgisch Tijdschrift voor Muziek-wetenschap) Vol. XVI (1962) 1543-1550. p. 30-42
- A. Cutler Silliman: Mozart's Symphony in G-Minor, K 550: an aesthetic analysis, in: Journal of Aesthetic Education, Vol. 7, 1973, pp. 9-19
- A. Cutler Silliman: The Score as Musical Object, in: Journal of Aesthetic Education, Vol. 3, No. 4 (Oct., 1969), pp. 97-108
- A. Cutler Silliman: Familiar Music and the A Priori: Beethoven's Seventh Symphony, in: Journal of Music Theory, XX/I, 1976, pp. 215-225.
- A. Cutler Silliman: A Study of Musical Practices in Selected American String Quartets, 1930-1950. dissertatie, Ph.D., Theory, University of Rochester, 1954. 215 p.

- Gemeinsame Normdatei: 1135167214
- International Standard Name Identifier: 0000 0000 4604 1693
- Library of Congress Control Number: no2001003020
- Virtual International Authority File: 2141149844996502960002
- WorldCat: E39PBJbRfFQBgBjmWyhWFCHV4q